# Charles Baudouin
Pour les articles homonymes, voir Baudouin.
Charles Baudouin, né à Nancy le 26 juillet 1893 - mort à Saconnex-d'Arve, Genève le 25 août 1963, est un psychanalyste et écrivain français. Il articule ses propres théorisations avec les apports de Sigmund Freud, de Carl Gustav Jung et de Alfred Adler.

## Itinéraire
Après des études de lettres, Charles Baudouin se forme à la philosophie à la Sorbonne où il est marqué par les personnalités de Pierre Janet et Henri Bergson. En 1913, alors jeune licencié en philosophie, Baudouin s’intéresse aux travaux d'Émile Coué et contribue à le rendre célèbre. Il cofonde, la même année, avec Coué, l’École lorraine de psychologie appliquée.
En 1915, Pierre Bovet et Édouard Claparède l'invitent à participer aux travaux de l'Institut Jean-Jacques Rousseau, future faculté de psychologie et des sciences de l'éducation de l'université de Genève, où il est nommé professeur. Sa présence en Suisse lui permet de se rapprocher de Romain Rolland dont le manifeste Au-dessus de la mêlée est pour lui une révélation.
Baudouin fait trois analyses : une première analyse avec le Dr Carl Picht, de formation jungienne, c'est-à-dire formé en et par la psychologie analytique. Après sa rencontre avec Sigmund Freud à Vienne en 1926, il entreprend une seconde analyse, « didactique », de 1926 à 1928, avec le Dr Charles Odier, freudien. Enfin, il entreprend une nouvelle expérience analytique avec une analyste jungienne, Tina Keller-Jenny (1887-1985), seule élève de C. G. Jung pratiquant à Genève durant l'entre-deux-guerres.
Il n'a pas non plus négligé les fondements historiques de la psychanalyse, notamment la suggestion et l’hypnose.
Son parcours et toute sa pratique thérapeutique, dont la thérapie des enfants et l'éducation (voir l'Âme enfantine et la psychanalyse), le conduisent à articuler les apports respectifs de Freud et Jung avec ses propres découvertes. « L'alternative Freud ou Jung doit être dépassée, nous devons être pour la psychanalyse », disait-il et il ajoutait « C'est comme si on vous demandait : Êtes-vous pour Newton ou pour Einstein ? À quoi il n'est qu'une seule réponse : Je suis pour la physique ».
Il a apporté à l'édifice psychanalytique sa contribution personnelle dans De l'instinct à l'esprit, notamment le concept d'automate, de tendance différent de celui de pulsion (élan de l'être lui-même vers l'avenir), la distinction et la nomination de nouveaux complexes, l'importance donnée aux conflits extra ou intrapsychiques. On lui doit également le terme de « psychagogie » (des mots grecs « psychê », âme et « ago », je conduis).
Il fonde en 1924 l'Institut international de psychagogie et de psychothérapie, qui prend ensuite le nom de Institut international de psychanalyse et de psychothérapie Charles Baudouin, dont le siège est à Genève.
Il publie une revue pacifiste, Le Carmel, et publie divers articles politiques et philosophiques surtout de 1933 à 1935 et, en alternance, une revue mensuelle Les Cahiers du Carmel et ce dès 1917. Ces revues ayant cessé de paraître, Baudouin les remplaça par le Bulletin trimestriel de l’Institut international de psychagogie, qui devint en 1931 la revue Action et Pensée. Cette revue paraît toujours à raison de deux numéros par an.

## Concepts théoriques
Baudouin étaie sa méthodologie sur trois niveaux (la psychagogie), selon le degré de participation de l’inconscient. Elle comporte donc trois sortes de méthodes employées séparément, successivement ou simultanément selon les cas. Ces méthodes sont dites respectivement « éducatives », « suggestives » ou « psychanalytiques ».

### Du conscient au conscient
La réalisation consciente d’une idée préalable consciente : « méthodes éducatives »,.
- Travail sur la pensée, la volition, l’action,
- Méthodes proche de la psychothérapie de soutien et cognitivo-comportementaliste.

### Du conscient à l’inconscient
La réalisation inconsciente d’une idée préalable consciente : « méthodes suggestives »,,.
- Effet de la suggestion spontanée, ou induite selon un procédé hypnotique.

### De l’inconscient à l’inconscient

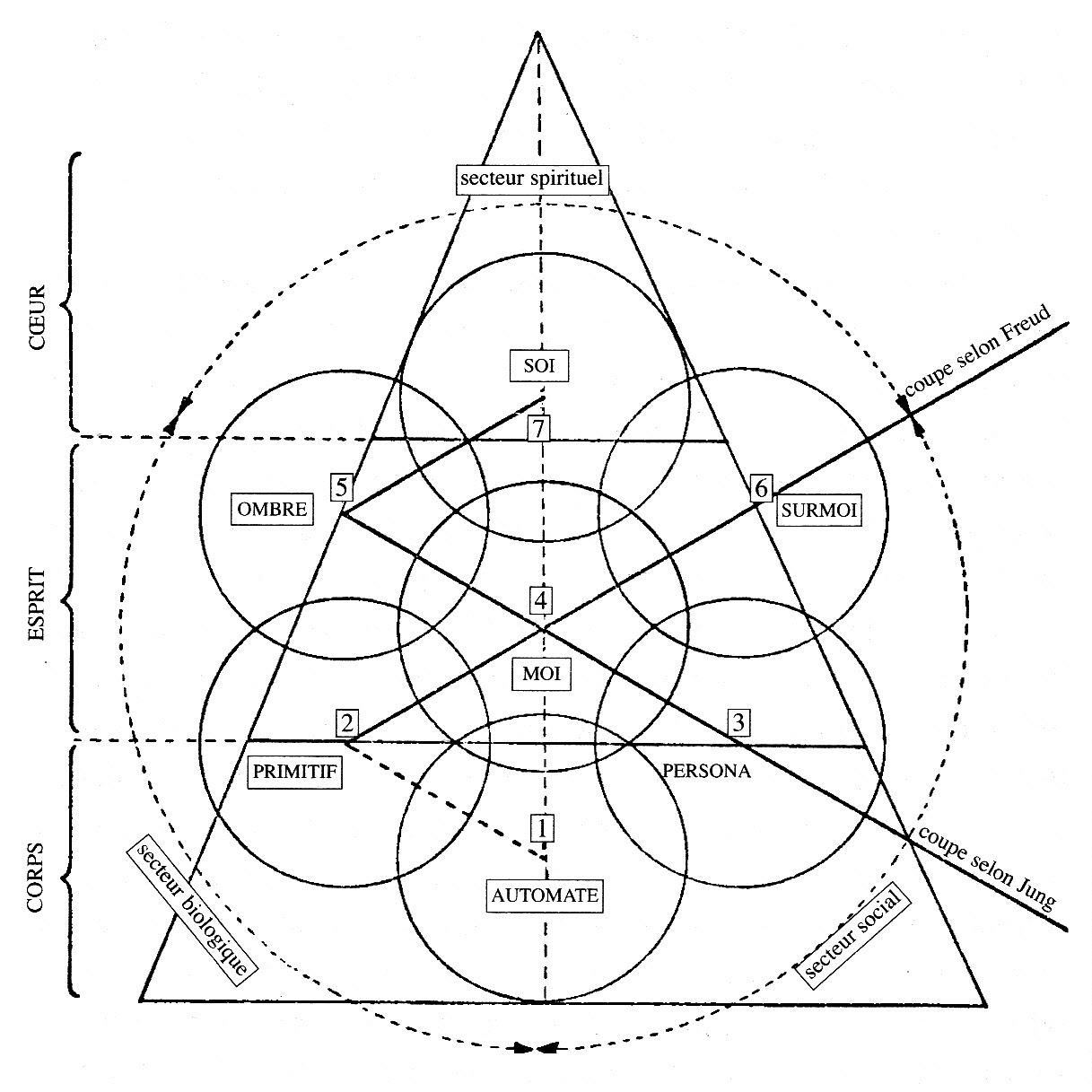
Sept instances.

La synthèse psychanalytique de Baudouin repose principalement sur les concepts freudiens, jungiens et adlériens de base plus les siens propres en dégageant la complémentarité vivante et dynamique. Reprenant la notion freudienne d’instances comme « différentes substructures de l’appareil psychique » ou sous-personnalités, Baudouin rassemble en une représentation le schéma « des sept partenaires du Moi »,, comprenant :
- les trois instances freudiennes du ça (ou primitif), du moi et du surmoi,
- les trois instances jungiennes, la persona, l’ombre et le soi (à la fois centre et contenant du tout),
- une instance baudouinienne, l’automate.

De leurs oppositions, accords ou complémentarité, va dépendre l’équilibre toujours mouvant du système psychique.

## Institut international de psychanalyse et de psychothérapie
Cet institut est fondé officiellement à Genève en 1924 par Charles Baudouin sous le nom de « Institut International de psychagogie et de psychothérapie ». Son comité de patronage comprend, au fil du temps, Adler, Allendy, Bachelard, Besse, Coué, Driesch, Durand, Eliade, Flournoy, Flugel, Freud, Guitton, Hesnard, Huyghe, Janet, Jung, Laforgue, Maeder et Meng. Les premiers directeurs sont Baudouin, Bovet et Claparède.
Il est le plus ancien institut francophone de psychanalyse.
L'institut regroupe aujourd'hui en Europe plus d'une centaine de praticiens et se trouve représenté dans quatre pays : Belgique, France, Italie et Suisse. Il poursuit un travail constant de recherche sur les plans théorique, pratique, organise des conférences, des séminaires, des symposiums ouverts au public et n'a jamais cessé de former de nouveaux membres dans l'esprit d'ouverture qui caractérisait sa pratique.

## Critique
Charles Baudouin fait partie des psychanalystes critiqués[pourquoi ?] par Simone de Beauvoir dans son ouvrage le deuxième sexe.

## Fonds Charles Baudouin
Les fonds d'archives de Charles Baudouin peuvent se consulter dans les lieux suivants :
- Bibliothèque de Genève,
- Musée de Carouge à Carouge (Genève),
- Archives Institut Jean-Jacques Rousseau (Genève),
- Archives de l'Institut international de psychanalyse et psychothérapie Charles Baudouin à Genève,
- Archives littéraires suisses à Berne,
- Bibliothèque nationale de France à Paris.

## Publications

### Ouvrages psychanalytiques
Certains ouvrages ont été traduits en allemand, anglais, espagnol, italien, norvégien et suédois.
- Suggestion et autosuggestion, Neuchâtel-Paris, Delachaux&Niestlé, 1919, 1922, 1938 et 1951.
- Études de psychanalyse, Neuchâtel-Paris, Delachaux&Niestlé, 1922.
- La Force en nous, Nancy-Genève, Ed. de la Société lorraine de Psychologie Appliqué – Ed. du Carmel, 1923, 1950.
- Psychologie de la suggestion et autosuggestion, Neuchâtel-Paris, Delachaux&Niestlé, 1924.
- Qu’est-ce que la suggestion ?, Neuchâtel-Paris, Delachaux&Niestlé, 1924. Paris, Ed. Le Hameau, 1982.
- Psychanalyse de l’art, Paris, Alcan, 1929.
- Mobilisation de l’énergie. Éléments de psychagogie théorique et pratique, Ed. Pelman, Paris, 1931.
- L’Âme enfantine et la psychanalyse, Neuchâtel-Paris, Delachaux&Niestlé, 1931. Deuxième édition augmentée 1951, 1964.
- La psychanalyse, Paris, Hermann, 1939.
- Découverte de la Personne. Esquisse d’un personnalisme analytique, Paris, Alcan, 1940.
- L’Âme et l’action. Prémisses d’une philosophie de la psychanalyse, Genève, Mont-Blanc, 1944, 1969. Paris, Ed. Imago, 2006. (Prix Amiel)
- Introduction à l’analyse des rêves, Genève, Mont-Blanc, 1942. Ed. l'Arche, 1950.
- De l’instinct à l’esprit, Paris, Desclée de Brouwer, 1950. Neuchâtel-Paris, Delachaux&Niestlé, 1970. Paris, Ed. Imago, 2007.
- Y a-t-il une science de l’âme ?, Paris, Fayard, 1957.
- Psychanalyse du symbole religieux, Paris, Fayard, 1961. Paris, Ed. Imago, 2006.
- L’œuvre de Jung et la psychologie complexe, Paris, Payot, 1963.
- Christophe le Passeur, Paris, La Colombe, 1964. Paris, Le courrier du livre, 1984. (ouvrage édité après la mort de Charles Baudouin et qui constitue son testament psychanalytique).

### Autres ouvrages
- Culture de la force morale, Société lorraine de psychologie appliquée, 1917.
- Romain Rolland calomnié, Genève, Le Carmel, 1918.
- Tolstoi éducateur, Neuchâtel-Paris, Delachaux&Niestlé, 1921.
- The Birth of Psyche, Londres, Routledge, 1923.
- Contempory Studies, Londres, Allen and Unwin, 1924.
- Le Symbole chez Verhaeren, Genève, Ed. Mongenet, 1924.
- La Discipline intérieure, (avec Dr Laestchinski) Genève, Forum, 1924.
- Émile Coué, Lausanne, La Concorde, 1927.
- Carl Spitteler, Bruxelles, Les Cahiers du journal de poètes, 1938.
- Jean-Louis Claparède, Neuchâtel-Paris, Delachaux&Niestlé, 1939.
- Douceur de France, Lausanne, L’Abbaye du Livre, 1941.
- Tenir, Causeries sur le courage quotidien, Neuchâtel-Paris, Delachaux&Niestlé, 1942.
- James Vibert, La Chaux-de-Fonds, Nouveaux Cahiers, 1943.
- Psychanalyse de Victor Hugo, Genève, Éditions du Mont-Blanc, 1943. Paris, Armand Colin, 1972. Paris, Ed. Imago, 2008.
- Éclaircie sur l’Europe, Lausanne, L’Abbaye du Livre, 1944.
- Hommage à Romain Rolland, Genève, Mont-Blanc, 1945.
- René Allendy. 1889-1942, Genève, Mont-Blanc, 1945.
- Le Mythe du moderne, Genève, Mont-Blanc, 1946.
- Reconnaissances lorraines, Genève, Mont-Blanc, 1946.
- Alexandre Mairet, Genève, Cahiers du Carmel, 1947.
- Le Triomphe du héros, Paris, Plon, 1950.
- Blaise Pascal ou l’ordre du cœur, Paris, Plon, 1962.
- Jean Racine, l'enfant du désert, Paris, Plon, 1963.

### Romans
- La Loge de la rue du vieux muy, Paris, Grasset, 1928.
- Générations, Paris, Grasset, 1928.
- Printemps anxieux, Paris, Grasset, 1929.
- L’Éveil de Psyché, 1928, Paris, Psyché, 1947.

### Poésie
- En sourdine, Paris, Paris-Revue, 1915.
- Éclats d’obus, Genève-Paris, Cahiers du Carmel, 1917.
- L’Arche flottante, Genève, Le Carmel, 1919.
- Baptismales, Genève, Le Carmel, 1919.
- Ecce Homo, Genève, Le Carmel, 1921.
- Le miracle de vivre, Anvers, Ed. Lumière, 1922.
- La jeunesse éternelle, Paris, Images de Paris, 1924.
- Le feu de hommes, Paris, Images de Paris, 1926.
- Cimes, Paris, La Jeune Parque, 1930.
- Stigmates, Genève, Le livre de dix, 1940.
- Le voile de la danse, Vésenaz, P. Cailler, 1945.
- Rose des ruines, Genève, Cahier du Carmel, 1945.
- Livres d’images, Lyon, Henneuse, 1953.
- Il libro delle ore, Siena, Casa Éditrice Maia, 1959.
- Paroles sur des vieux airs, Genève, Éditions Perret-Gentil, 1960.
- Deux rondeaux pour chant et piano, Genève, 1960.
- Trois rondels pour quatre voix mixte, Genève, 1960.
- Florilège poétique, Blainville-sur-Mer, L’amitié par le livre, 1964.

### Traductions
- Werfel F., L'Ami du monde, Paris, Stock, 1924.
- Blok A., Elégies, Bruxelles, Les cahiers du journal des poètes, 1935.
- Spitteler C., Prométhée et Epiméthée, Neuchâtel-Paris, Delachaux & Niestlé, 1940.
- Goethe, Iphigénie en Tauride, Genève, Cahiers du Carmel, 1950.
- Spitteler C., Printemps olympien, Genève, Ed. Pierre Cailler, 1950.
- Castellion S., De l'art de douter et de croire, d'ignorer et de savoir, Genève, Jeheber, 1953.
- Spitteler C., Le Second Prométhée, Neuchâtel, Delachaux & Niestlé, 1959.